# 布雷賈河

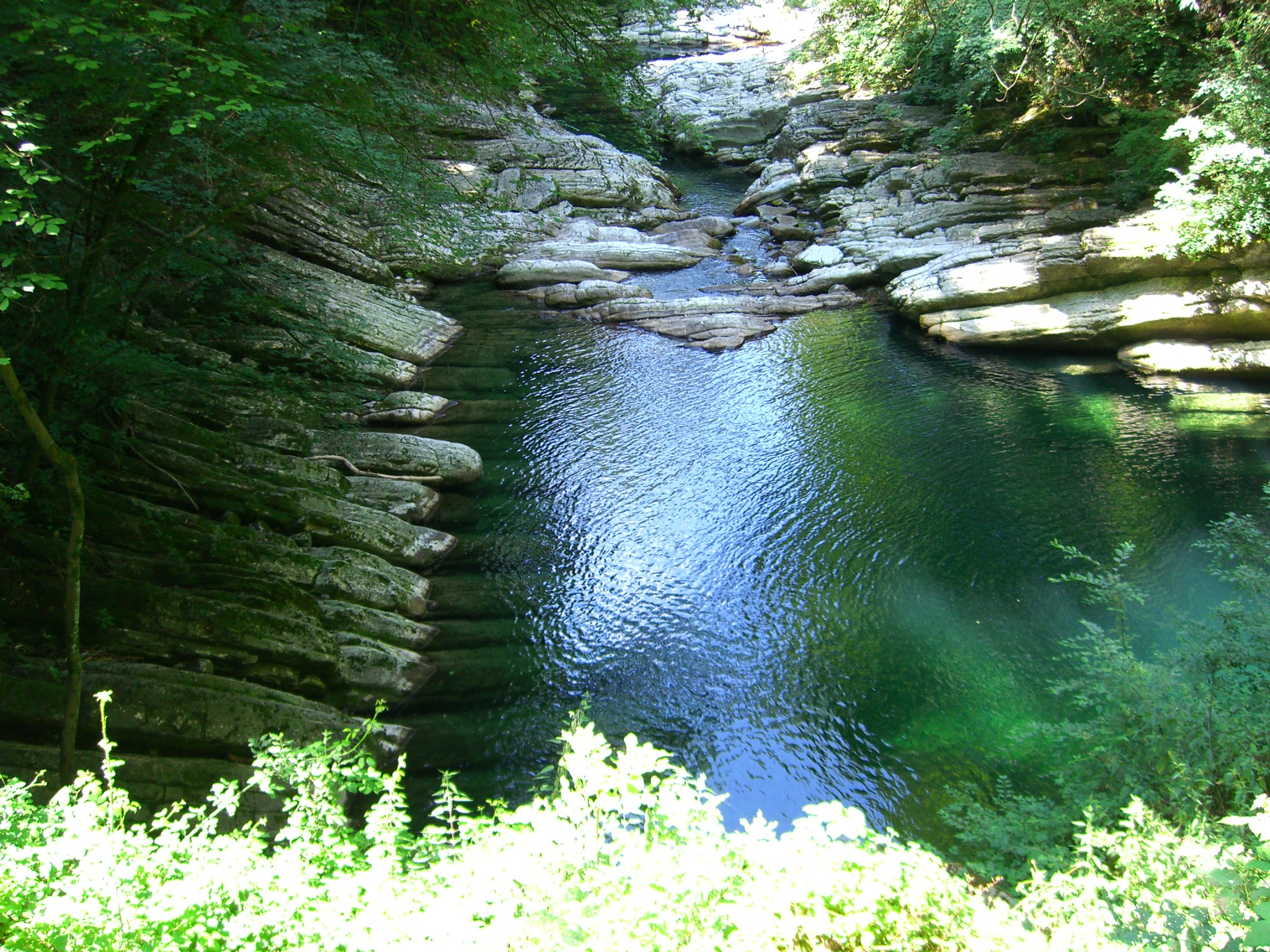

布雷賈河是歐洲的河流，流經瑞士和意大利，河道全長12公里，流域面積47.4平方公里，發源自阿爾卑斯山脈南部，最終在基亞索注入科莫湖。

## 外部連結
- Hydrological station and data of Breggia river (near Ponte Polenta) （页面存档备份，存于）